# Fiennes Cornwallis (3e baron Cornwallis)
Fiennes Neil Wykeham Cornwallis, (3e baron Cornwallis (29 juin 1921 - 6 mars 2010) est un pair britannique. 

## Biographie
Il est le fils de Wykeham Cornwallis (2e baron Cornwallis) et Cecily Etha Mary Walker. Il a une sœur aînée, Rosamond Patricia Susan Anne Cornwallis (15 mai 1918 – 3 septembre 1960).
Il fréquente le Collège d'Eton . À la mort de son père en 1982, il lui succède en tant que 3e baron Cornwallis.
Pendant la Seconde Guerre mondiale, Lord Cornwallis sert dans les Coldstream Guards entre 1940 et 1944, date à laquelle il quitte l'armée. Il est également un franc-maçon et est grand maître de la Grande Loge unie d'Angleterre de 1982 à 1992, après avoir été grand maître adjoint et premier grand principal du Grand Chapitre suprême d'Angleterre et du Pays de Galles de 1982 à 1992, après avoir été auparavant second grand principal.
Il est collectionneur de timbres depuis sa jeunesse. Ses collections spécialisées de timbres d'Australie, de Gambie, de Gibraltar et de Malte sont vendues en 2011. Il est membre de la Royal Philatelic Society de Londres à partir de 1988 et membre de la Royal Tunbridge Wells Philatelic Society .
Lord Cornwallis se marie trois fois. Sa première épouse est Judith Lacy (née Scott), fille du lieutenant-colonel. Geffrey Lacy Scott. Ils se marient le 17 octobre 1942 et divorcent en 1948. Ils ont deux enfants : Anne Judy Cornwallis (13 novembre 1943 - 26 juin 1966) et Fiennes Wykeham Jeremy Cornwallis (né le 25 mai 1946), le 4e baron Cornwallis.
Il épouse en secondes noces Agnes Jean Russell (née Landale), fille du capitaine Henderson Russell Landale, le 1er juin 1951 avec qui il a quatre enfants : Patrick Wykeham David Cornwallis (né le 28 mai 1952), Cecily Mary Clare McCulloch (né 23 octobre 1954), Vanessa Rachel Middleton (née le 27 juillet 1958) et Susan Patricia Rose Crolla (née Cornwallis) (née le 30 mars 1963). Lady Cornwallis est décédée le 15 mars 2001. Lord Cornwallis se remarie, en troisièmes noces, à Stephanie Coleman, le 6 avril 2002. Elle est décédée le 4 décembre 2009.